# Hypolimnas constans
Hypolimnas constans är en fjärilsart som beskrevs av Butler 1875. Hypolimnas constans ingår i släktet Hypolimnas och familjen praktfjärilar. Inga underarter finns listade i Catalogue of Life.